# Silvanus unidentatus
Silvanus unidentatus là một loài bọ cánh cứng trong họ Silvanidae. Loài này được Olivier miêu tả khoa học năm 1790.